# Lola Tung

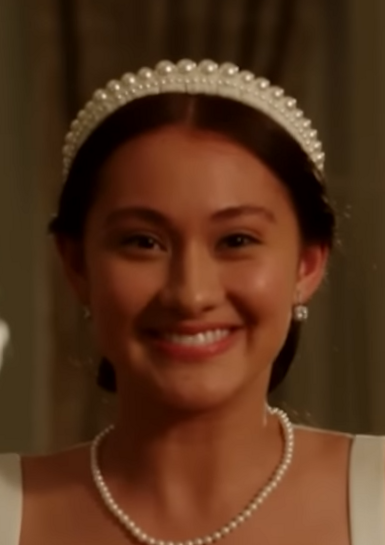
2022

Lola Tung (* 28. Oktober 2002 in New York City, New York) ist eine US-amerikanische Schauspielerin.

## Leben und Karriere
Lola Tung ist die Tochter der Schauspielerin Pia Tung. Ihr Großvater mütterlicherseits ist chinesischer und ihre Großmutter mütterlicherseits schwedischer Abstammung. Tung wuchs in ihrer Geburtsstadt New York City auf und absolvierte 2020 die Fiorello H. LaGuardia High School of Music & Art and Performing Arts, eine Schule für darstellende Künste, die u. a. auch Timothée Chalamet, Jennifer Aniston und Nicki Minaj besuchten. Obwohl Tung bereits in der vierten Klasse bei einer Talentshow auftrat und sich in der sechsten Klasse in die Bühne verliebte (sie spielte den Blechmann im Musical Wizard of Oz), war es der Schauspielunterricht in der High School, der sie auf ihren Karriereweg führte.
Im Herbst 2020 begann sie ihr Studium an der Carnegie Mellon University School of Drama in Pittsburgh mit dem Hauptfach Schauspiel. Sie beendete ihr erstes Schuljahr und nahm sich danach ein Jahr frei, um die Titelrolle der Isabel „Belly“ Conklin in Amazon Primes TV-Adaption von Jenny Hans Bestseller-Trilogie Der Sommer, als ich schön wurde zu drehen. Im September 2021, kurz nachdem sie die Hauptrolle erhalten hatte, unterschrieb sie bei der amerikanischen Talentagentur Creative Artists Agency.
Nebenbei spielt Tung Gitarre und ist Sängerin, weshalb sie auf ihrer Instagram-Seite öfter mit Coverversionen zu sehen ist.

## Filmografie
- seit 2022: Der Sommer, als ich schön wurde (The Summer I Turned Pretty, Fernsehserie)

## Hörbücher
- 2022: The Summer I Turned Pretty
- 2022: It’s Not Summer Without You
- 2022: We’ll Always Have Summer